# Atlas der abgelegenen Inseln
Der Atlas der abgelegenen Inseln ist ein halb literarisches, halb kartographisches Buch von Judith Schalansky, das 2009 als Erstausgabe und 2021 als Neuausgabe im Mareverlag erschienen ist. Die Erstausgabe wurde durch den Untertitel Fünfzig Inseln, auf denen ich nie war und niemals sein werde treffend beschrieben. Die Neuausgabe wurde um fünf Inseln ergänzt und der Untertitel entsprechend angepasst. Jeder Insel ist eine Doppelseite im Buch gewidmet, die geographische, demographische und historische Angaben, anekdotenhafte Bruchstücke aus der Geschichte sowie eine Karte im Maßstab 1:125.000 enthält. Gestaltet wurden die Ausgaben ebenfalls von der Autorin. Als Schrift verwendet sie Sirenne.
Die Erstausgabe wurde 2015 von Thom Luz in ein musik-theatralisches Hörspiel übertragen.

## Buchinhalt

### Aufbau
Die Erstausgabe beginnt mit einem Vorwort mit dem Titel Das Paradies ist eine Insel. Die Hölle auch. Es folgen die Beschreibungen der einzelnen Inseln im jeweils gleichen Aufbau. Die Neuausgabe beginnt mit einem zusätzlichen Vorwort und neben der Aufnahme von fünf weiteren Inseln wurden auch die bisherigen Angaben aktualisiert. Die Ausgaben schließen jeweils mit einem Glossar der vorkommenden fremdsprachigen geographischen Begriffe und einem Index der Personen-, Länder- und Städtenamen sowie der geographischen Bezeichnungen.
Ausschlaggebend für den einheitlichen Kartenmaßstab von 1:125.000 war die Osterinsel, die im Buch eine komplette Seite einnimmt. Größere abgelegene Inseln, wie z. B. Jan Mayen, konnten aus diesem Grund in der Neuausgabe nicht berücksichtigt werden.

### Liste der beschriebenen Inseln

#### Arktischer Ozean
- Bäreninsel
- Einsamkeit
- Rudolf-Insel

#### Atlantischer Ozean
- Annobón
- Himmelfahrtsinsel (Ascension)
- Bouvetinsel
- Brava
- Gough-Insel
- St. Helena
- St. Kilda
- Trindade
- Tristan da Cunha
- Süd-Thule

#### Indischer Ozean
- Agalega
- Amsterdam
- Diego Garcia
- Südliche Keelinginseln (Kokosinseln)
- North Sentinel
- Possession-Insel
- Sankt-Paul-Insel
- Tromelin
- Weihnachtsinsel

#### Pazifischer Ozean
- Antipoden-Insel
- Atlassow-Insel
- Banaba
- Campbell-Insel
- Clipperton-Atoll
- Fangataufa
- Floreana
- Howlandinsel
- Iwojima
- Kokos-Insel
- Macquarieinsel
- Midwayinseln
- Napuka
- Norfolkinsel
- Nukulaelae
- Osterinsel
- Pagan
- Pingelap
- Pitcairn
- Pukapuka
- Raoul-Insel
- Rapa Iti
- Robinson Crusoe
- Semisopochnoi
- Socorro
- St. Georg
- Takuu
- Taongi
- Tikopia

#### Antarktischer Ozean
- Deception-Insel
- Franklin-Insel
- Laurie-Insel
- Peter-I.-Insel

## Preise und Auszeichnungen
Das Buch erhielt am 8. Januar 2010 den 1. Preis der Stiftung Buchkunst vom Börsenverein des Deutschen Buchhandels e. V. für das Jahr 2009. Im Jahr 2011 wurde es außerdem mit dem Designpreis der Bundesrepublik Deutschland (Silber) und dem Red Dot Design Award ausgezeichnet.

## Ausgaben
- Atlas der abgelegenen Inseln. Fünfzig Inseln, auf denen ich nie war und niemals sein werde. Mare, Hamburg 2009, ISBN 978-3-86648-117-6.
- Atlas der abgelegenen Inseln. Fünfundfünfzig Inseln, auf denen ich nie war und niemals sein werde. Mare, Hamburg 2021, ISBN 978-3-86648-683-6.
- Taschenatlas der abgelegenen Inseln. Fünfzig Inseln, auf denen ich nie war und niemals sein werde. Fischer (Tb.), Frankfurt am Main 2011, ISBN 978-3-596-19012-6.
- Atlas der abgelegenen Inseln. Ein musikalisches Hörstück. Regie Thom Luz. Christoph Merian Verlag, Basel 2016. 1 CD, 53 Minuten.[5][6]